# 裴次元
裴次元，唐朝官员。高祖裴行方，檢校幽州都督、懷義平公。曾祖裴履昭，甘州刺史。祖裴务。父裴荐，主客員外郎。伯父裴茙，襄州刺史。
元和六年（811年）二月，以太府卿迁任福建观察使。八年（813年）十一月，迁任河南尹。后迁洪州刺史、江西观察使。十五年（820年）八月卒。有三子：處道、處範、處權。